# Смърфовете: Забравеното селце
„Смърфовете: Загубеното селце“ (на английски: Smurfs: The Lost Village) е американска компютърна анимация от 2017 година, базиран е на комиксовата поредица „Смърфовете“ от белгийския писател Пейо, продуциран е от Columbia Pictures, Sony Pictures Animation и The Kerner Entertainment Company и е разпространен от Sony Pictures Releasing. Филмът е рестарт на предишните две адаптации на поредицата за голям екран – „Смърфовете“ (2011) и „Смърфовете 2“ (2013).
Режисьор е Кели Ашбъри, а сценаристи са Стейси Хармън и Памела Рибън. Озвучаващият състав се състои от Деми Ловато, Рейн Уилсън, Джо Манганиело, Манди Патинкин, Джак Макбрайър, Дани Пюди, Мишел Родригес, Ели Кемпър, Джейк Джонсън, Ариел Уинтър, Меган Трейнър и Джулия Робъртс.
Премиерата на филма в САЩ се състои на 7 април 2017 г. и получи смесени отзиви от критиците и публиката, и спечели повече $197 милиона в световен мащаб срещу бюджет от $60 милиона. Филмът се посвещава на Джонатан Уинтърс (гласът на Татко Смърф в оригиналния сериал), който почина през 2013 г., Антон Йелчин (гласът на Непохватко) и Найн Кулифорд (съпругата на Пейо), които починаха през 2016 г.

## Актьорски състав
| Персонаж             | Изпълнител |
| -------------------- | --- |
| Смърфиета            | Деми Ловато |
| Гаргамел             | Рейн Уилсън |
| Татко Смърф          | Манди Патинкин |
| Здравеняк            | Джо Манганиело |
| Непохватко           | Джак Макбрайър |
| Очилатия             | Дани Пюди |
| Смърфиола            | Джулия Робъртс |
| Смърфурия            | Мишел Родригес |
| Смърфцвете           | Ели Кемпър |
| Смърфлили            | Ариел Уинтър |
| Смърфмелодия         | Мегън Трейнър |
| Мърморко             | Джейк Джонсън |
| Пекаря               | Гордън Рамзи |
| Суетния              | Тайтъс Бърджес |
| Майтапчия            | Габриел Иглезиас |
| Земеделец            | Джеф Дънъм |
| Любопитко            | Кели Ашбъри |
| Смърф Минувач        | Алън Мешем |
| Смърф каратист       | Даник Томас |
| Стоножка             | Патрик Бейлин |
| Сръчко               | Брет Марнел |
| Съдия Джейд          | Мелиса Стърм |
| Азраел               | Франк Уелкър |
| Монти                | Дий Брадли Бейкър |
| Допълнителни гласове | Брандън Джефърдс Ерик Бауза Ашли Бел Боб Бъргън Деби Дерибери Тери Дъглас Джеф Фишър Дженифър Кристал Фоли Джаки Гоньо Джош Кийтън Марсела Ленц-Поуп Юри Лоуентол Скот Менвил Макс Митълман Кортни Пелдън Ашли Пратър Лашана Родригез Ан Сакман Тара Стронг Британи Туерпи Кари Уолгрън Лиса Уило Матю Ууд Шелби Йънг |

## Музика
През октомври 2016 г. Кристофър Ленърц предназначен като композитор на филма. През декември 2016 г., е обявено, че певицата Мегън Трейнър записва песен за филма, озаглавена I'm a Lady. Шейли Скот участва в две песни, „You Will Always Find Me in Your Heart“ and „The Truest Smurf of All“.

## Пускане

### По кината
Филмът е насрочен за пускане на 14 август 2015 г., но от 1 май 2014 г. датата за пускане е преместена на 5 август 2016 г. През март 2015 г., датата на пускане е преместена отново на 31 март 2017 г. На 14 август 2016 г. официалния трейлър на филма е пуснат онлайн. През март 2016 г. датата на пускане е преместена за последен път на 7 април 2017 г.

### Домашна употреба
Филмът е пуснат на Blu-ray, Ultra HD Blu-ray, и DVD на 11 юли 2017 г. от Sony Pictures Home Entertainment.

## В България
В България филмът е пуснат по кината на 31 март 2017 г. от „Александра Филмс“.
На 18 септември 2017 г. е издаден на DVD.
На 22 април 2022 г. е излъчен по Кино Нова в петък от 11:00 ч.

### Дублажи
Синхронен дублаж
| Персонаж           | Изпълнител                    |
| ------------------ | ----------------------------- |
| Смърфиета          | Михаела Филева                |
| Гаргамел           | Добрин Векилов - Дони         |
| Татко Смърф        | Васил Банов                   |
| Здравеняк          | Иво Аръков                    |
| Непохватко         | Дарин Ангелов                 |
| Очилатия           | Владимир Зомбори              |
| Смърфиола          | Гергана Стоянова              |
| Смърфурия          | Александра Раева              |
| Смърфцвете         | Антоанета Добрева – Нети      |
| Смърфлили          | Ива Стоянова                  |
| Любопитко Стоножка | Явор Караиванов               |
| Мърморко           | Николай Пърлев                |
| Суетния            | Кирил Бояджиев                |
| Земеделец          | Анатолий Божинов              |
| Сръчко             | Здравко Димитров              |
| Други гласове      | Лилия Маравиля Теодор Христов |

| Обработка              | Александра Аудио    |
| ---------------------- | ------------------- |
| Режисьор на дублажа    | Василка Сугарева    |
| Музикален режисьор     | Десислава Софранова |
| Изпълнителен продуцент | Васил Новаков       |

- В този филм озвучават Михаела Филева и Владимир Зомбори, които участват в реалитито „X Factor“.
- Това е вторият озвучен филм на певицата Михаела Филева след „Овца или вълк“.
- Това е единственият озвучен филм на актрисата Лилия Маравиля.
- Това е вторият озвучен филм на Добрин Векилов - Дони след „Аз, проклетникът 2“.
- Това е третият озвучен филм на Антоанета Добрева – Нети след „Артур и отмъщението на Малтазар“ и „Артур и войната на двата свята“.
- Това е последният озвучен филм на актьора Васил Банов, който озвучава филми и сериали във войсоувър дублажите през 1980-те и 1990-те години.

Войсоувър дублаж
| Озвучаващи артисти  | Ася Братанова Христина Ибришимова Николай Николов Георги Георгиев-Гого Христо Узунов Ани Василева |
| Преводач            | Миряна Мезеклиева                                                                                 |
| Тонрежисьор         | Стефан Дучев                                                                                      |
| Режисьор на дублажа | Димитър Кръстев                                                                                   |